# Ernst Rüdiger von Starhemberg
Ernst Rüdiger von Starhemberg (ur. 12 stycznia 1638, zm. 4 stycznia 1701) – austriacki marszałek polny, obrońca Wiednia z 1683 roku.

## Życiorys
Wywodził się ze starego wpływowego rodu Starhembergów.
Walczył w latach 60. XVII wieku pod dowództwem najlepszego wówczas austriackiego dowódcy (choć pochodzenia włoskiego) Raimondo Montecuccoliego.
Dowodził obroną Wiednia w 1683 roku, za co został potem (1692–1701) prezydentem Hofkriegsratu – naczelnym dowódcą wszystkich sił Austrii. Jego kuzynem był Guido von Starhemberg (1657-1737).